# 트레이비
트레이비(2002년 1월 28일 ~ )는 대한민국의 래퍼다. 2023년 EP 앨범 [Way 2 Trazy]로 데뷔했다.

## 방송
- 랩:퍼블릭 (2024)

## 음반
- Way 2 Trazy (2023)
- Ready to Tray (2023)
- Tray Show (2024)

## 공연
- RAPBEAT 2024 - 인천 (2024)
- 2024 THE CRY ground (2024)
- 2024 yesconcert - 일산 (2024)